# Hôpital abbatial Saint-Géraud
L'hôpital abbatial Saint-Géraud est un ancien hôpital situé en France sur la commune d'Aurillac, dans la région Auvergne-Rhône-Alpes.

## Localisation
Le monument est situé dans le département français du Cantal, sur la commune d'Aurillac, au 5 place Saint-Géraud, dans l'ancienne région administrative d'Auvergne.

## Historique
Il s'agit probablement d'une maison romane qui était vraisemblablement utilisée comme dépendance de l'abbaye d'Aurillac.

## Description
Au rez-de-chaussée de la façade, une arcature est flanquée de baies en plein cintre, une à gauche et deux à droite, dont les encadrements sont visibles sur le mur. Ces baies ont été remplacées par des fenêtres. Les trois arcs présentent des différences dans leur appareillage : l'arc central est en plate-bande, celui de gauche possède une plate-bande creusée d'une gorge et un angle orné d'un tore, tout comme celui de droite. Les deux arcs reposent sur des couples de colonnes, tandis que leurs extrémités reposent sur des colonnes isolées. Ces colonnes reposent sur des bases de profil torique, surmontées de chapiteaux à astragale torique, avec un tailloir orné de damiers et une corbeille sculptée de quadrupèdes et de motifs floraux.

## Protection
Les trois arcades romanes incluses dans la façade au titre des monuments historiques par arrêté du 24 juin 1963.